# 선과 악의 학교
선과 악의 학교(The School for Good and Evil)는 소먼 차이나니의 판타지 동화책 시리즈이다. 첫 소설은 2013년 5월 14일 출판되었다. 이 시리즈는 엔들리스 우즈로 알려진 가공의 드넓은 지역을 배경으로 한다.
오리지널 시리즈의 마지막 권은 2020년 6월 2일 출시되었고 프리퀄 시리즈의 첫 권이 2022년 데뷔하였다. 넷플릭스를 통해 영화 각색 작품이 2022년 10월 19일 개봉하였다.